# Pásmán-Quadrille
Pásmán-Quadrille är en kadrilj utan opusnummer av Johann Strauss den yngre. Ort och datum för första framförandet är okänt.
.

## Historia
När budet kom att Strauss höll på att komponera en opera, Ritter Pásmán, möttes det av stor entusiasm av publiken i Wien. Men vid premiären den 1 januari 1892 blev mottagandet kyligt och de flesta kritiker förutspådde att den inte skulle gå länge. Wiener Hofoper spelade den bara nio gånger. Kritiken riktade in sig på operans "allvarliga textproblem", men balettmusiken i akt III hyllades som "verkets kronjuvel". Utifrån operans musik sammanställde Strauss ett antal separata orkesterverk. 
Av någon anledning arrangerade Strauss inte den sedvanliga kadriljen. Detta hindrade dock inte förläggaren Fritz Simrock i Berlin att annonsera om en 'Pásmán-Quadrille' till salu den 24 februari 1892 för piano och orkester. När ryktet nådde Strauss skrev han förebrående till sin förläggare den 5 mars: "Jag hör om en kadrilj som du har satt samman från '[Ritter] Pásmán' - Jag måste be dig att namnge arrangören som kompositör på titelsidan, då jag inte på något sätt är ansvarig för sammansättningen av teman eller för instrumenteringen [och sålunda] inte kan förväntas låna ut mitt namn till det. Titelsidan måste visa: 'Quadrille över tema från operan Pásmán av J. Str., arrangerad och instrumenterad av N.N.' Jag kan knappt tro att detta kommer tagas för sanning. Var snäll och kasta ljus över det hela". Simrock svarade den 7 mars 1892: "Kadriljen med teman från Pásmán (såsom det står på titelsidan) har arrangerats för orkester av Joh[ann] Nep[omuk] JKrál (från Pest). Som regel anges inte arrangörens namn på klaverutdrag - det händer nästa aldrig, inte ens för Brahms - det sker helt enkelt inte! Den kallas rätt och slätt för Quadrille över teman från operan 'R.P.' av Johann Strauss. [Josef] Schlar [1861-1922] har gjort klaverutdraget - och han ska namnges som arrangör - men jag har varit sjuk sista tiden - jag såg och hörde inget och hittills inte sett kadriljen. För övrigt gjordes bara en lite upplaga och Schlars namn ska läggas till när ett nytryck görs (om han går med på det)!"
Pásmán-Quadrille togs inte emot särskilt väl av de många militärorkestrarna i Wien då inget framförande av stycket kan återfinnas under hela 1892. Inte heller Eduard Strauss spelade det vid någon av sina eftermiddagskonserter i Musikverein.

## Om kadriljen
Speltiden är ca 5 minuter och 21 sekunder plus minus några sekunder beroende på dirigentens musikaliska tolkning.
Kadriljen var ett av fyra verk där Strauss återanvände musik från operan Ritter Pásmán:
- Pásmán-Walzer, Vals
- Eva-Walzer, Vals
- Pásmán-Polka, Polka
- Pásmán-Quadrille, Kadrilj